# WTA Tournament of Champions 1986
Il WTA Tournament of Championships 1986 è stato un torneo di tennis giocato sulla terra rossa. È stata la 4ª edizione del torneo, che fa del Virginia Slims World Championship Series 1986. Si è giocato a Marco Island negli USA dal 31 marzo al 6 aprile 1986.

## Campionesse

### Singolare
Chris Evert ha battuto in finale  Claudia Kohde Kilsch con il punteggio di 6–2, 6–4

### Doppio
Martina Navrátilová /  Andrea Temesvári hanno battuto in finale  Kathy Jordan /  Elise Burgin con il punteggio di 7–5, 6–2